# Koki Kumasaka
Koki Kumasaka (japanisch 熊坂 光希 Kumasaka Koki; * 15. April 2001 in der Präfektur Saitama) ist ein japanischer Fußballspieler.

## Karriere
Koki Kumasaka erlernte das Fußballspielen in der Jugend von Kashiwa Reysol sowie in der Universitätsmannschaft der Tokyo International University. Seinen ersten Vertrag unterschrieb er am 1. Februar 2024 bei seinem Jugendverein Kashiwa Reysol. Der Verein spielte in der ersten Liga, der J1 League. Sein Erstligadebüt gab Koki Kumasaka am 30. März 2024 (5. Spieltag) im Auswärtsspiel gegen Albirex Niigata. Bei dem 1:1-Unentschieden wurde er in der 73. Minute für Takumi Tsuchiya eingewechselt.